# Rhumeaue, Ellerniederung, Schmalau und Thiershäuser Teiche
Die Rhumeaue, Ellerniederung, Schmalau und Thiershäuser Teiche sind ein Naturschutzgebiet in der Stadt Herzberg am Harz, der Stadt Duderstadt, den Gemeinden Rhumspringe, Rüdershausen, Wollershausen, Gieboldehausen, Bilshausen und Krebeck in der Samtgemeinde Gieboldehausen und der Gemeinde Hattorf am Harz in der Samtgemeinde Hattorf am Harz im niedersächsischen Landkreis Göttingen.

## Allgemeines
Das Naturschutzgebiet mit dem Kennzeichen NSG BR 175 ist circa 868 Hektar groß. Es ist größtenteils Bestandteil des rund 2450 Hektar großen FFH-Gebietes „Sieber, Oder, Rhume“. Kleinflächig sind Areale außerhalb des FFH-Gebietes in das Naturschutzgebiet einbezogen. Im Geltungsbereich der Naturschutzverordnung ersetzt es das Naturschutzgebiet „Rhumeaue/Ellerniederung/Gillersheimer Bachtal“. Kleinflächig gingen auch Teile der Landschaftsschutzgebiete „Rhumequelle“ und „Untereichsfeld“ in dem Naturschutzgebiet auf.
Das Naturschutzgebiet grenzt im Westen an das Naturschutzgebiet „Rhumeaue/Ellerniederung/Gillersheimer Bachtal“ im Landkreis Northeim sowie großflächig an das Landschaftsschutzgebiet „Untereichsfeld“. Nordöstlich von Rhumspringe grenzt es außerdem an das Landschaftsschutzgebiet „Rhumequelle“. Das Naturschutzgebiet ist Bestandteil des Naturschutzgroßprojektes „Grünes Band Eichsfeld-Werratal“.
Das Naturschutzgebiet wurde zum 4. Dezember 2020 ausgewiesen. Zuständige untere Naturschutzbehörde ist der Landkreis Göttingen.

## Beschreibung

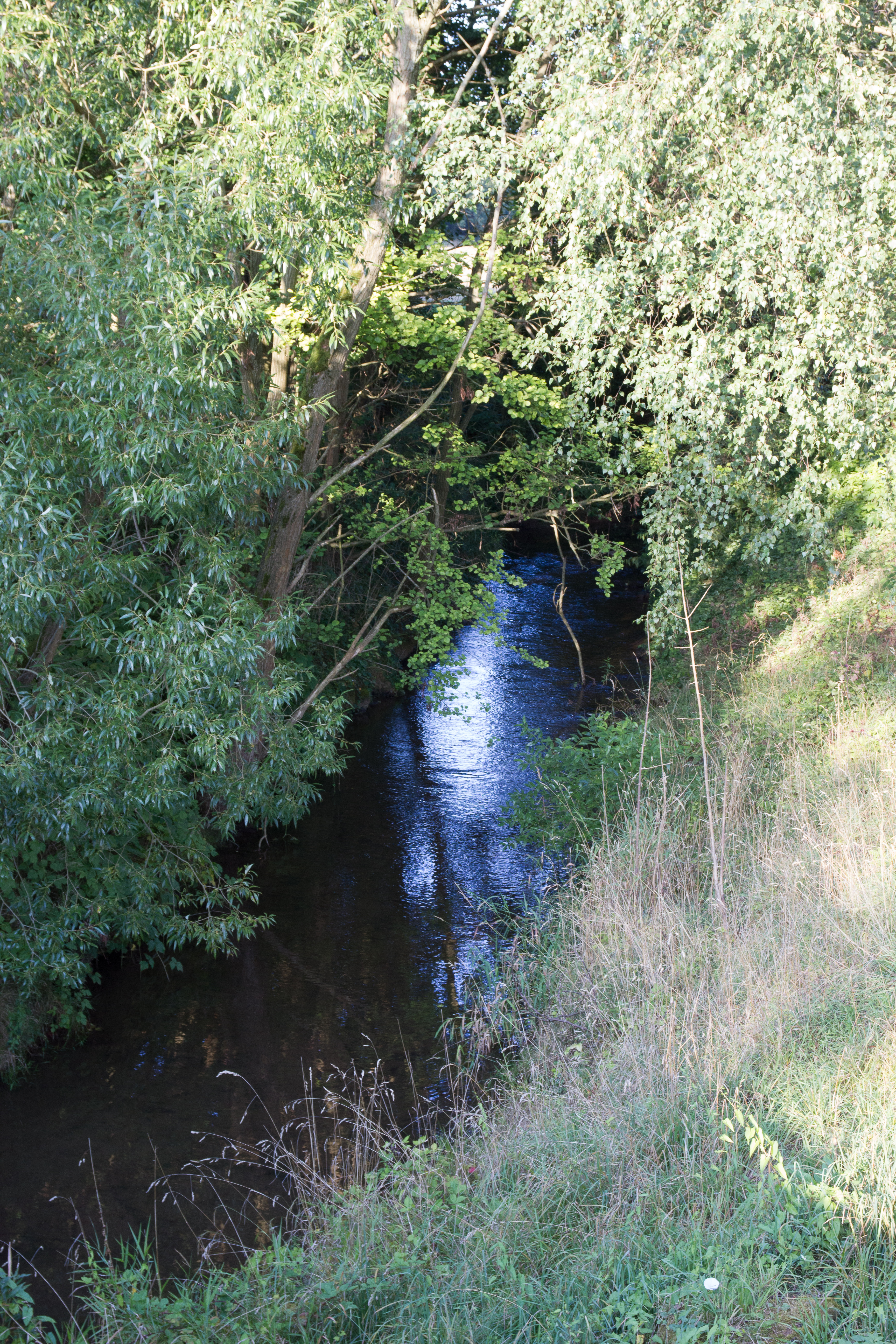
Eller bei Brochthausen

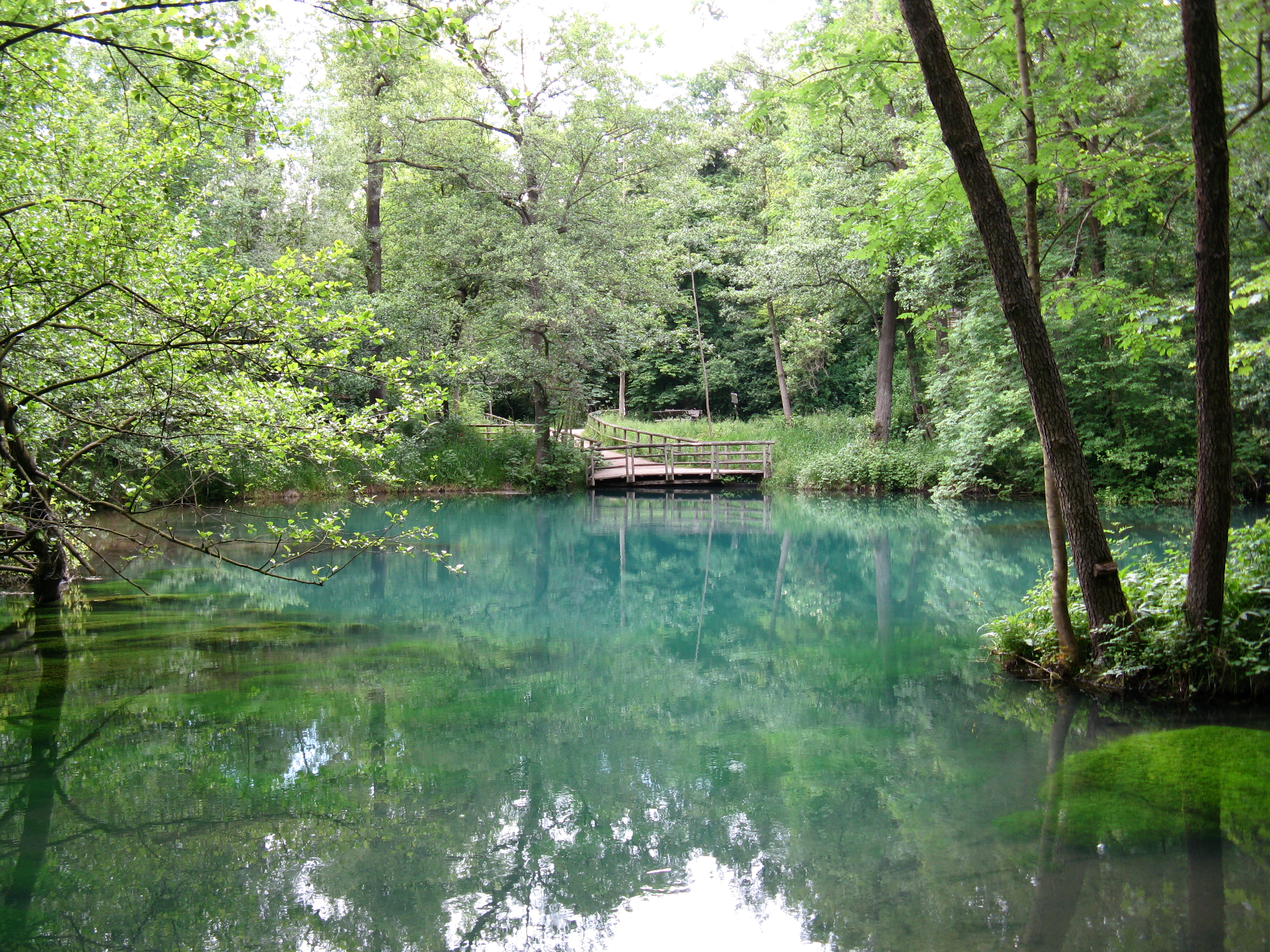
Quelltopf der Rhume bei Rhumspringe

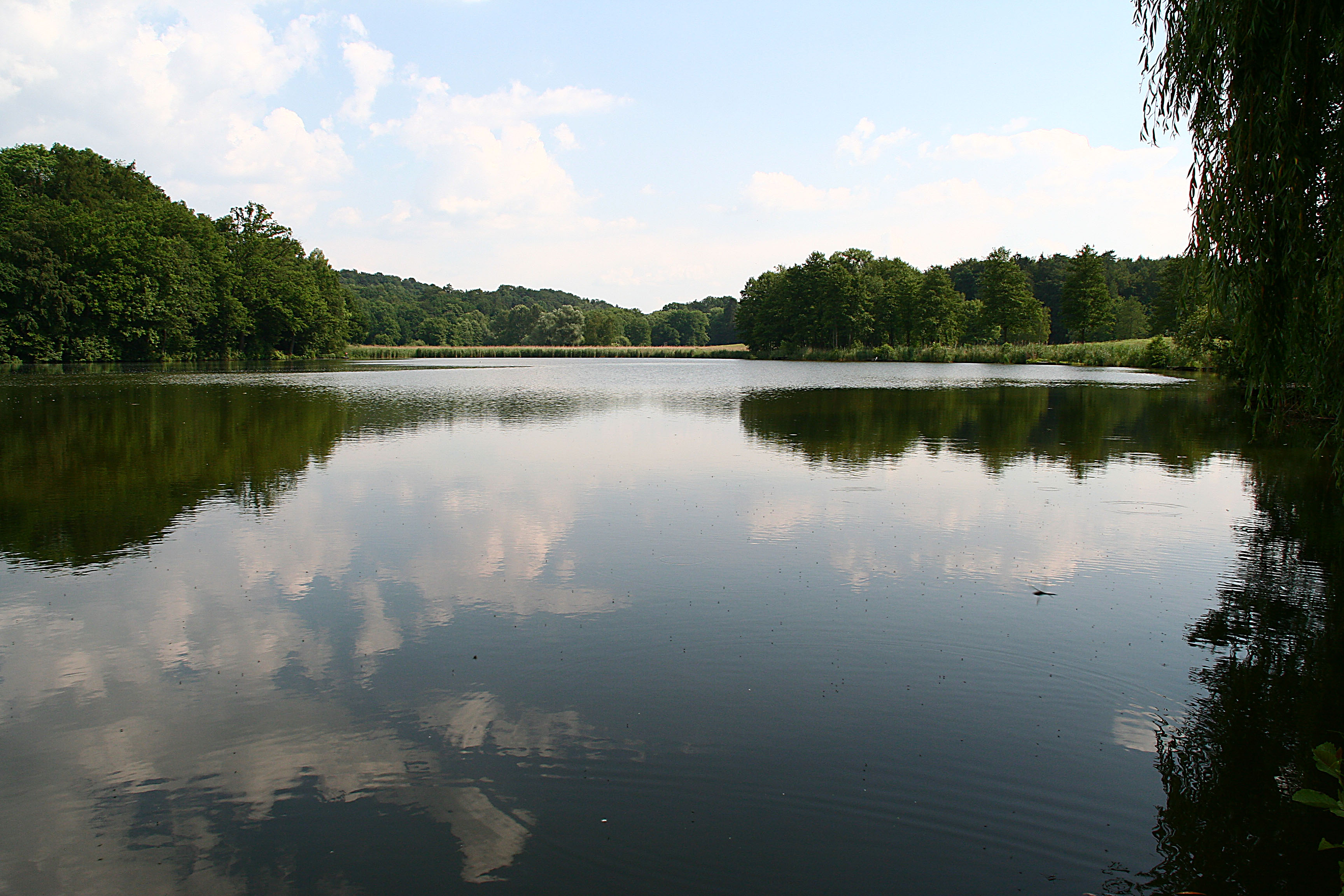
Großer Teich der Thiershäuser Teiche

Das Naturschutzgebiet liegt nordöstlich von Göttingen. Es umfasst die Niederungen von Eller und Rhume, die der Eller zufließende Schmalau und die Thiershäuser Teiche mit einem Abschnitt des Renshäuser Bachs. Es stellt die Fließgewässer und Teile ihrer Niederungen und Talauen unter Schutz. Die Fließgewässer sind vielfach naturnah ausgeprägt. Sie verfügen über flutende Wasservegetation. Die Rhume verläuft unterhalb von Rhumspringe überwiegend in Mäandern durch ihre Aue. Sie wird überwiegend von Gehölzen begleitet. Stellenweise sind Altarme ausgebildet. Die Rhumequelle als größte Karstquelle Niedersachsens ist in das Naturschutzgebiet einbezogen. Bei Rüdershausen fließt ihr die Eller zu, die ebenfalls vielfach in Mäandern verläuft und von Gehölzen begleitet wird. Die der Eller zufließende Schmalau entspringt im Osten des Höhenzugs Rotenberg in einem Erlen-Eschen-Quellwald. Sie verläuft größtenteils am Rand des Grünen Bandes an der Landesgrenze zwischen Niedersachsen und Thüringen und wird von Auwald-Säumen mit Schwarzerle, Esche und Bruchweide begleitet. In der Krautschicht siedeln Bitteres Schaumkraut, Winkelsegge, Rasenschmiele, Riesenschwingel, Großes Springkraut, Waldziest und Hainsternmiere. In den Auen von Rhume und Eller sind vielfach Röhrichte, Binsen- und Seggenriede, Hochstaudenfluren und Feuchtwiesen ausgebildet. Teile der Auen werden in unterschiedlichen Intensitäten überwiegend als Grünland genutzt. Die Hochstaudenfluren werden beispielsweise aus Mädesüß, Gewöhnlichem Gilbweiderich und Zottigem Weidenröschen gebildet. Auf mageren Flachland-Mähwiesen oder Extensivweiden siedeln unter anderem Wiesenfuchsschwanz, Wiesenplatterbse, Spitzwegerich, Scharfer Hahnenfuß, Kuckuckslichtnelke, Rotklee und Vogelwicke. Die Auen unterliegen der natürlichen Gewässerdynamik und werden bei Hochwasser der Fließgewässer überschwemmt.
Die Thiershäuser Teiche liegen südlich von Gillersheim von der Rhumeaue getrennt, sind mit dieser aber durch Renshäuser und Gillersheimer Bach als Bestandteil des Naturschutzgebietes „Rhumeaue/Ellerniederung/Gillersheimer Bachtal“ vernetzt. Der Große Teich als Teil der Thiershäuser Teiche ist durch den Aufstau des Renshäuser Bachs entstanden, die Kreßteiche durch den Stau eines ihm zufließenden Bachs. Der Große Teich verfügt über überwiegend flache Ufer mit von Schilfröhrichten geprägten Verlandungsbereichen, an die sich teilweise Erlenbruchwälder anschließen.
In den Gewässern des Naturschutzgebietes siedeln unter anderem Gewöhnlicher Wasserhahnenfuß, Quellmoos und Sumpfwasserstern.
Das Naturschutzgebiet ist Lebensraum und Nahrungshabitat unter anderem für die Vogelarten Weiß- und Schwarzstorch, Rot- und Schwarzmilan, Rohrweihe, Rebhuhn, Wachtelkönig, Kleinspecht, Neuntöter, Wasseramsel, Eisvogel und Feldschwirl, die Fledermausarten Großes Mausohr, Großer Abendsegler, Zwergfledermaus, Wasserfledermaus, Fransenfledermaus sowie Kleine und Große Bartfledermaus, und verschiedene Amphibienarten, darunter der Kammmolch. Die Gewässer beherbergen unter anderem Bachforelle, Groppe und Bachneunauge. Für Groppe und Bachneunauge sind die Gewässer bedeutende Lebensräume.
Das Naturschutzgebiet wird im Osten von einer Landesstraße begrenzt. Bei Hilkerode, zwischen Rhumspringe und Rüderhausen, bei Gieboldehausen und bei Bilshausen wird es von Straßen gequert. Streckenweise wird es auch zwischen der Landesgrenze zu Thüringen und der Landkreisgrenze zum Landkreis Northeim von Straßen begrenzt. Das Naturschutzgebiet wird vielfach von landwirtschaftlichen Nutzflächen umgeben. Teilweise grenzt es direkt an die Ortslagen verschiedener Ortschaften.